# فرودگاه اونیل
فرودگاه اونیل (به انگلیسی: O'Neal Airport) یک فرودگاه همگانی (تعطیل) بهره‌برداری هوایی با کد یاتا OEA است که یک باند فرود چمن دارد و طول باند آن ۱۰۵۲ متر است. این فرودگاه در کشور ایالات متحده آمریکا قرار دارد و در ارتفاع ۱۲۶ متری از سطح دریا واقع شده است.